# The Great Adventures of Wild Bill Hickok
The Great Adventures of Wild Bill Hickok é um seriado estadunidense de 1938, gênero Western, dirigido por Sam Nelson e Mack V. Wright, em 15 capítulos, estrelado por Bill Elliott. O seriado foi produzido e distribuído pela Columbia Pictures, veiculando nos cinemas estadunidenses a partir de 30 de junho de 1938. O seriado foi o 4º entre os 57 associadamente produzidos e distribuídos pela Columbia Pictures, mas foi produzido por uma nova companhia, enquanto os três anteriores tinham sido produzidos pela Weiss Productions.

## Sinopse
Wild Bill Hickok, U.S. Marshal em Abilene, Kansas, é designado para deter o misterioso "Phantom Riders", que tenta interromper a condução do gado em toda a trilha de Chisholm Trail e a construção de uma nova ferrovia.

## Elenco
- Gordon Elliott … Wild Bill Hickok, U.S. Marshal
- Monte Blue … Mr Cameron
- Carole Wayne … Ruth Cameron
- Frankie Darro … Jerry/Little Brave Heart
- Dickie Jones … Buddy
- Sammy McKim … Boots
- Kermit Maynard … Kit Lawson
- Roscoe Ates … Oscar 'Snake-Eyes' Smith
- Monte Collins … Danny
- Reed Hadley … Jim Blakely
- Chief Thundercloud … Chefe Águia Cinzenta
- Ray Mala … Little Elk
- Robert Fiske … Morrell, vilão e líder dos Phantom Raiders
- Walter Wills … Joshua Bruce
- J. P. McGowan … Scudder
- Eddie Waller ... Stone
- Edmund Cobb ... Sam (não-creditado)
- Tom London ... Kilgore (não-creditado)
- Walter Miller ... Capanga (não-creditado)
- Art Mix ... Dolan
- Slim Whitaker ... Cactus/ Keno
- Jack Perrin ... Breen (não-creditado)
- Hal Taliaferro ... Homem falando com meninos
- George Chesebro ... Deputado Metaxa (não-creditado)[3]
- Buck Connors.[4] Parson (não-creditado)
- Charles Brinley ... Reardon (não-creditado)[5]
- Edward Hearn ... Tom Stedman (não-creditado)

## Gordon Elliott
Devido a esse seriado o ator Gordon Nance, então creditado como Gordon Elliott, passou a ser conhecido pelo nome "Wild Bill" Elliot. Adicionalmente ao seu novo nome, ele ganhou algumas marcas, tais como roupas de camurça, coldres invertidos e o slogan "Eu sou um homem pacífico".
O próximo filme de Gordon Elliott para Larry Darmour Productions, que passara a produzir os filmes para a Columbia Pictures, foi o primeiro de seus westerns, "In Old Arizona", em que foi creditado como Gordon Elliott, embora alguns dos cartazes já mostraram seus créditos como Gordon (Bill) Elliott, e em seu próximo Western, "Frontiers of '49", já foi creditado como Bill Elliott.
Seu nome se manteve assim até quando foi contratado pela Republic Pictures em 1943, e lá se tornou Wild Bill Elliott até 1946, quando a Republic elevou os orçamentos em seus westerns e mudou seu nome para William Elliott, em 1946. Ele foi anunciado como William Elliott, até fazer uma série de 12 westerns na Monogram/Allied Artists de 1951 a 1954, creditado como Wild Bill Elliott, e então simplesmente Bill Elliott, para o 2º ciclo, como um detetive em cinco longas-metragens distribuídos pela Allied Artists. Enquanto isso, a Columbia Pictures relançou "The Great Adventures of Wild Bill Hickok", e Elliott foi, ainda na Republic, anunciado como William Elliott... e a Columbia, em seguida, retrabalhou os créditos sobre as impressões de relançamento e mudou seu crédito na impressão original para William Elliott.

## Dublês
- Gene Alsace
- Chuck Hamilton
- Ted Mapes
- Carl Mathews
- Kermit Maynard
- Tom Steele
- Francis Walker

## Recepção crítica
Motion Picture Herald chamou o seriado de "um elogio ao seu título".

## Influências
O nome de Wild Bill Hickok ficou aliado ao de Bill Elliott, tanto que a Columbia fez uma série de westerns personificando Hickok com o ator.

## Capítulos
1. The Law of the Gun
2. Stampede
3. Blazing Terror
4. Mystery Canyon
5. Flaming Brands
6. The Apache Killer
7. Prowling Wolves
8. The Pit
9. Ambush
10. Savage Vengeance
11. Burning Waters
12. Desperation
13. Phantom Bullets
14. The Lure
15. Trail's End

Fonte: